# Luna Baxter
María Luna Baxter Cardozo (Antigua Guatemala, 3 de diciembre de 1992) conocida simplemente como "Luna Baxter" es una actriz, cantante y maestra de teatro guatemalteca de ascendencia argentina y colombiana. Ganadora de un Premio India Catalina a la mejor actriz antagónica de telenovela o serie por su papel en la telenovela: Tarde lo conocí.

## Biografía

### Primeros años
Luna nació en Antigua Guatemala, Guatemala y creció en los alrededores del bello y multicultural Lago Atitlán en donde desde muy pequeña se inclinó hacia las artes. 

### Carrera
Fue becada por el Atitlan Multicultural Academy, instituto académico con énfasis en arte y formó parte del ACT (Atitlan Community Theater) en donde participó en varias obras musicales tales como The Producers, West Side Story y Moulin Rouge.
Llegó a Colombia, su segundo hogar, a continuar sus estudios y desempeño actoral. Ha trabajado en producciones de cine, teatro y televisión: El capo 2 (Fox Telecolombia & RCN Televisión), Preso en el Extranjero (National Geographic), Left to Die (Sony Entertainment Pictures & Dynamo), Souvenir (producción independiente).
Viajó a Brasil con la obra Matando el Tiempo de La Maldita Vanidad, la cual participó en el festival MIT de Sao Paulo.
Paralelamente es integrante de la banda colombiana de electro pop Moonetz, la cual lanzó su primer disco en 2013.

### Vida personal
Su padre es argentino, su madre era colombiana, tiene una hermana menor llamada Anastasia, que al igual que ella nació en Guatemala, al cumplir su hermana menor 6 años su padre las envió a unas vacaciones en Colombia con la familia de su madre,esto a raíz de la muerte de la madre de Luna. Pero la familia no quiso que volvieran con su padre quienes en una batalla legal ganaron la custodia de la pequeña Anastasia y a partir de ese entonces Luna reside en Colombia
con su familia materna.
Su abuelo era inglés, de ahí su apellido Baxter, por asuntos laborales sus padres viajaban mucho. Nació en Guatemala, vivió una temporada en México, Estados Unidos, Ecuador, Perú y actualmente se encuentra en Colombia.

## Filmografía

### Televisión
| Año       | Título                                            | Personaje                           | Notas              |
| --------- | ------------------------------------------------- | ----------------------------------- | ------------------ |
| 2023-2024 | La Influencer                                     | Avril Donatto Mucci                 | Netflix            |
| 2022      | Reportera Y: Tras los rastros del profesor Preuss | Natalia Bastidas                    | Canal Trece        |
| 2022      | Te la dedico                                      | Claudia Silva                       | Canal RCN          |
| 2022      | Juanpis González: la serie                        | Luisa                               | Netflix            |
| 2021      | Manual para Galanes 2                             | Helena                              | Prime Video        |
| 2021      | La reina del flow 2                               | Silvia Duarte / Agente Alicia Nuñez | Caracol Televisión |
| 2019      | De levante                                        | Juanita                             | Caracol Televisión |
| 2019      | El hijo del Cacique                               | Dra. Mónica                         | Caracol Televisión |
| 2018      | La ley secreta                                    | Tatiana Ariza / Sofía Cuellar       | Caracol Televisión |
| 2017-2018 | Tarde lo conocí                                   | Sonia Maestre                       | Caracol Televisión |
| 2016      | Todo es prestao                                   |                                     | Canal RCN          |
| 2011      | Tu voz estéreo                                    |                                     | Caracol Televisión |

### Cine
| Año  | Título                    | Personaje      | Notas                  |
| ---- | ------------------------- | -------------- | ---------------------- |
| 2025 | Rosario: Herencia Maldita | Harlow         |                        |
| 2022 | Paria o la brigada blanca | Cornelia       | Cortometraje           |
| 2021 | Between Me and You        | Paula          |                        |
| 2020 | Bendita rebeldía          | Beatriz        |                        |
| 2019 | Kill Chain                | Gigi           |                        |
| 2019 | Child´s Play VR           | Jenny          | Cortometraje (Rol Voz) |
| 2018 | ¿Cómo te llamas?          | Marta          |                        |
| 2017 | Órbita 9                  | Valerie        |                        |
| 2016 | Porque no                 | Paula          | Cortometraje           |
| 2016 | Documentary Now!          | Courtney       |                        |
| 2016 | The Belko Experiment      | Samantha Arcos |                        |
| 2015 | Números Redondo           | Nadia          |                        |
| 2014 | Souvenir                  | Aurora         |                        |
| 2014 | Yo Carla                  | Lucy           | Cortometraje           |
| 2012 | Left to Die               | Lisa           |                        |

### Teatro
| Año       | Título                 | Personaje |
| --------- | ---------------------- | --------- |
| 2025      | Comer                  | Ofelia    |
| 2024      | No te vayas Charly     | Renata    |
| 2019-2024 | SuperPasito            | Ella      |
| 2015      | hoy envejecí diez años |           |
| 2014      | Show time              | Mariana   |
| 2014      | A las tres y media     | Alexandra |

### Apariciones en videos musicales
- Superlitio - Viernes otra vez[11]
- Superlitio - Canción Simple[12]

## Premios y nominaciones

### Premios India Catalina
| Año  | Categoría                                     | Telenovela o Serie | Resultado |
| ---- | --------------------------------------------- | ------------------ | --------- |
| 2018 | Mejor actriz antagónica de telenovela o serie | Tarde lo conocí    | Ganadora  |

### Produ Awards
| Año  | Categoría               | Telenovela o Serie | Resultado |
| ---- | ----------------------- | ------------------ | --------- |
| 2018 | Mejor actriz revelación | Tarde lo conocí    | Ganadora  |